# 陳天浩
陳天浩（英語：Thomas Chen Tian-hao，1962年12月—），圣名多默，是天主教中國籍主教及中國天主教愛國會成員。現任青島教區主教。

## 生平
1962年12月，陳天浩出生於中國山東省平度縣。他曾在濟南的山東省聖神修院接受培育，及後到在上海佘山修院學習哲學和神學。1989年12月17日，在陳天浩27歲時晉鐸，並在青島擔任牧民工作。
1998年，陳天浩神父被任命為青島愛國會主席。2010年起，他更成為中國政府控制的組織中國天主教愛國會常委會委員。自2012年以來，他一直擔任兩個山東省天主教協會副主任。
2018年5月，國家宗教事務局組織宗教界代表，到革命根據地井岡山，參加主旨為「愛黨、愛國主義」的紅色之旅。當中參加者包括山東濟南總教區主教張憲旺、兗州教區主教呂培森、青島聖彌額爾主教座堂主任司鐸陳天浩、張新祥神父和張家齊神父及修女在內共數十人。參加者都穿著紅軍服裝興奮合照。
2019年11月19日，陳天浩在57歲時當選成為青島教區主教候選人。及後，獲時任教宗方濟各任命為青島教區主教。2020年11月23日，在青島聖彌額爾主教座堂由山東沂州教區主教房興耀主禮，周村教區主教楊永強和濟南總教區主教張憲旺襄禮晉牧。由於疫情的防疫政策限制，晉牧禮並非向所有教會人士開放，但仍有21位神父共祭和200多位修女及教友參加。中國天主教主教團副秘書長楊宇神父代表中國天主教主教團宣讀批准書，但批准書未有提到教宗和聖座。 
陳天浩主教是中梵就主教任命權達成協議後，第三位獲教宗任命的主教。